# 8248 Gurzuf
8248 Gurzuf (1979 TV2) là một tiểu hành tinh vành đai chính được phát hiện ngày 14 tháng 10 năm 1979 bởi N. S. Chernykh ở Đài vật lý thiên văn Crimean.